# Litauen ved vinter-OL 2022
Litauens deltagelse ved vinter-OL 2022 i Beijing, Kina i perioden 4. – 20. februar 2022.

## Deltagere
Følgende er listen over disciplinerne, som repræsenterede deltagere optræder i.
| Sport          | Mænd | Kvinder | Total |
| -------------- | ---- | ------- | ----- |
| Alpint skiløb  | 1    | 1       | 2     |
| Kunstskøjteløb | 1    | 1       | 2     |
| Langrend       | 2    | 2       | 4     |
| Skiskydning    | 4    | 1       | 5     |
| Total          | 8    | 5       | 13    |

## Medaljer
| 2022 Beijing | Guld | Sølv | Bronze | Total |
| Litauen      | -    | -    | -      | -     |

### Medaljevindere
| Litauen under vinter-OL 2022 i Beijing | Litauen under vinter-OL 2022 i Beijing | Litauen under vinter-OL 2022 i Beijing | Litauen under vinter-OL 2022 i Beijing | Litauen under vinter-OL 2022 i Beijing |
| Medalje                                | Navn                                   | Sport                                  | Event                                  | Dato                                   |
| -------------------------------------- | -------------------------------------- | -------------------------------------- | -------------------------------------- | -------------------------------------- |
| Guld                                   | -                                      | -                                      | -                                      | -                                      |
| Sølv                                   | -                                      | -                                      | -                                      | -                                      |
| Bronze                                 | -                                      | -                                      | -                                      | -                                      |